# Nataša Recer
Nataša Recer, slovenska kostumografka, * 14. februar 1970, Ljubljana. 

## Življenjepis
Po končani srednji šoli se je zaposlila v šiviljsko-garderobni delavnici v Slovenskem mladinskem gledališču. Ob delu je končala študij na Fakulteti za organizacijske vede v Kranju in postala vodja šiviljsko-garderobne delavnice. Ustvarila je številne kostumografije v Slovenskem mladinskem gledališču in izven njega. Od leta 2009 dela tudi za Studio Volà, poleg kostumografij se je začela ukvarjati tudi z notranjim oblikovanjem prostorov.

## Kostumografije
- Kdo se boji Tennesseeja Williamsa, 1999, r. Matjaž Pograjc, Slovensko mladinsko gledališče, asistentka kostumografije Matjažu Pograjcu
- Hiša Bernarde Albe, 2000, r. Matjaž Pograjc, Slovensko mladinsko gledališče, kostumografija
- Kekec, 2004, r. Branko Potočan, Slovensko mladinsko gledališče, kostumografija
- Kraljica Margot, 2005, r. Diego de Brea, Slovensko mladinsko gledališče, asistentka kostumografije Diegu de Brei
- Zarjavele trobente, 2005, r. Branko Potočan, Cankarjev dom in Zavod Vitkar, kostumografija
- Trieste – Alessandria Embarked, Štorja od lešandrink, 2005, r. Neda R. Bric, Zavod Maska, kostumografija skupaj z Eleno Fajt
- Che Guevara', 2005, r. Tomaž Štrucl, Slovensko mladinsko gledališče, kostumografija
- Rekel ni nič, a odšel je, kot, da je vse povedal, 2006, r. Branko Potočan, Cankarjev dom in Zavod Vitkar, kostumografija
- Pekarna Mišmaš, 2007, r. Robert Valtl, Slovensko mladinsko gledališče in Mini teater, asistentka kostumografije Ani Savić Gecan
- Martin Krpan, 2008, r. Dušan Teropšič, Cankarjev dom in KUD Nor, kostumografija
- Malfi, 2008, r. Ivan Taljančić, Slovensko mladinsko gledališče, asistentka kostumografije skupaj s Slavico Janošević Ivanu Taljančiću
- Eda - zgodba bratov Rusjan, 2009, r. Neda R. Bric, Slovensko mladinsko gledališče in SNG Nova Gorica, kostumografija
- Krizantema na klavirju, 2009, r. Janja Majzelj, Slovensko mladinsko gledališče, kostumografija skupaj z Janjo Majzelj
- Nevidna mesta, 2010, kolektivno delo, Anton Podbevšek Teater, kostumografija